# Edgar Pangborn
Edgar Pangborn (New York, 25 febbraio 1909 – Bearsville, 1º  febbraio 1976) è stato uno scrittore statunitense.

## Biografia
Edgar Pangborn nacque a New York il 25 febbraio 1909,  da Harry Levi Pangborn, un avvocato e curatore di dizionari, e Georgia Wood Pangborn, una nota scrittrice di narrativa fantastica. Insieme alla sorella maggiore Mary, Edgar fu istruito a casa fino al 1919 e poi studiò alla Brooklyn Friends School . Iniziò gli studi musicali all'Università di Harvard nel 1924, quando aveva solo 15 anni, e li abbandonò nel 1926 senza laurearsi. Successivamente studiò al Conservatorio di Musica del New England ma non si diplomò nemmeno lì. Dopo averlo lasciato, abbandonò pubblicamente la musica, concentrando la sua attenzione creativa sulla scrittura. Il suo primo romanzo, un giallo intitolato A-100: A Mystery Story, fu pubblicato con lo pseudonimo di "Bruce Harrison" nel 1930.
Nei successivi 20 anni scrisse numerosi racconti per riviste pulp di genere detective e mistery. Trascorse inoltre tre anni (1939-1942) lavorando come contadino nella campagna del Maine e tre anni (1942-1945) prestando servizio militare durante la Seconda Guerra Mondiale nel Pacifico con l'US Army Medical Corps .
Fu solo all'inizio degli anni '50 che Edgar "apparve improvvisamente" nel campo della fantascienza e del giallo, pubblicando una serie di racconti di alta qualità e di alto profilo a suo nome su importanti riviste come Galaxy Science Fiction, The Magazine of Fantasy & Science Fiction ed Ellery Queen's Mystery Magazine. Il suo lavoro contribuì a consolidare una nuova scuola "umanista" di fantascienza e ispirò una successiva generazione di scrittori, tra cui Peter S. Beagle e Ursula K. Le Guin, che attribuì a Pangborn e Theodore Sturgeon il merito di averla convinta che era possibile scrivere storie meritevoli e umanamente emozionanti all'interno della fantascienza e del fantasy.
Negli anni '60 Pangborn iniziò anche a dipingere a olio in modo semi-professionale ed espose ritratti, nudi e paesaggi in mostre d'arte locali e regionali.
Continuò a scrivere fino alla sua morte avvenuta a Bearsville, New York, il 1° febbraio 1976, a ventiquattro giorni dal suo 67° compleanno.
Nel 2003 è stato nominato vincitore del Cordwainer Smith Rediscovery Award di quell'anno. Nel 2018 è stato nominato "Ghost of Honor" al WorldCon 76 (San Jose, California).

## Opere
Lista parziale
- Ad ovest del Sole (West of the Sun, 1953)
- Il giudizio di Eva (1971)
- La compagnia della gloria (The Company of Glory, 1975)
- Pianeti allo specchio
- Mio fratello Leopoldo
- Davy, l'eretico
- Il mistero dell'angelo (Angel's Egg)